# Yiruma
Yiruma er scenenavnet på Lee Ru-Ma (født 15. februar 1978) er en pianist og komponist som kommer fra Sydkorea.
Han har opnået popularitet i både Asien, Europa og Nordamerika.
Han er mest kendt for numrene "River Flows in You", "Kiss the Rain" og "May Be", der alle kommer fra hans mest populære album First Love, der blev udgivet i 2001.

## Diskografi

### Studio albums
| Titel                                                                                              | Albumdetaljer | Højeste hitlisteplacering | Højeste hitlisteplacering | Højeste hitlisteplacering | Salgstal      |
| Titel                                                                                              | Albumdetaljer | KOR                       | US Class- ical            | US New Age                | Salgstal      |
| -------------------------------------------------------------------------------------------------- | --- | ------------------------- | ------------------------- | ------------------------- | ------------- |
| Love Scene                                                                                         | - Udgivet: 1 May 2001 (KOR) - Label: Stomp Music - Format: CD, digital download                                           | —                         | —                         | —                         |               |
| First Love                                                                                         | - Udgivet: 4 December 2001 (KOR) - Repackaged: 19 May 2005 (KOR) - Label: Stomp Music - Format: CD, digital download      | 67                        | 3                         | 4                         | - KOR: 27,251 |
| From the Yellow Room                                                                               | - Udgivet: 22 October 2003 (KOR) - Label: Stomp Music - Format: CD, digital download                                      | 11                        | —                         | —                         | - KOR: 21,438 |
| Poemusic                                                                                           | - Udgivet: 29 November 2005 (KOR) - Label: Stomp Music - Format: CD, digital download                                     | 97                        | —                         | —                         | - KOR: 17,645 |
| H.I.S. Monologue                                                                                   | - Udgivet: 2 November 2006 (KOR) - Label: Stomp Music - Format: CD, digital download                                      | —                         | —                         | —                         |               |
| P.N.O.N.I.                                                                                         | - Udgivet: 21 October 2008 (KOR) - Label: Stomp Music - Format: CD, digital download                                      | —                         | —                         | —                         |               |
| Stay in Memory                                                                                     | - Udgivet: 24 May 2012 (KOR) - Label: Sony Music - Format: CD, digital download                                           | 11                        | —                         | —                         | - KOR: 3,813  |
| Blind Film                                                                                         | - Udgivet: 8 October 2013 (KOR) - Label: Sony Music - Format: CD, digital download                                        | 15                        | —                         | —                         | - KOR: 4,287  |
| Piano                                                                                              | - Udgivet: 23 September 2015 (KOR) - Label: Sony Music - Format: CD, digital download                                     | 23                        | —                         | —                         | - KOR: 745    |
| Frame                                                                                              | - Udgivet: 1 November 2017 (KOR) - Repackaged: 19 December 2019 - Label: Mind Tailor Music - Format: CD, digital download | 36                        | —                         | —                         | - KOR: 1,181  |
| "—" denotes release did not chart Note: The South Korean Gaon Music Chart was established in 2010. | |                           |                           |                           |               |

### Opsamlingsalbum og specialalbum
| Titel                                                                                              | Albumdetaljer                                                                              | Højest hitlisteplacering | Højest hitlisteplacering | Højest hitlisteplacering | Højest hitlisteplacering | Højest hitlisteplacering | Højest hitlisteplacering | Salgstal      |
| Titel                                                                                              | Albumdetaljer                                                                              | AUT                      | GER                      | KOR                      | SWI                      | US Class- ical           | US New Age               | Salgstal      |
| -------------------------------------------------------------------------------------------------- | ------------------------------------------------------------------------------------------ | ------------------------ | ------------------------ | ------------------------ | ------------------------ | ------------------------ | ------------------------ | ------------- |
| Piano Museum                                                                                       | - Released: 16 December 2004 (JPN) - Label: Universal Sigma - Format: CD, digital download | —                        | —                        | —                        | —                        | —                        | —                        |               |
| Destiny of Love                                                                                    | - Released: 19 April 2005 (KOR) - Label: Stomp Music - Format: CD, digital download        | —                        | —                        | —                        | —                        | —                        | —                        | - KOR: 23,353 |
| Ribbonized                                                                                         | - Released: 28 April 2010 (KOR) - Label: Stomp Music - Format: 6-CD box set                | —                        | —                        | 14                       | —                        | —                        | —                        |               |
| The Best: Reminiscent 10th Anniversary                                                             | - Released: 24 November 2011 (KOR) - Label: Sony Music - Format: CD, LP, digital download  | —                        | —                        | 8                        | —                        | 1                        | 1                        | - KOR: 22,783 |
| The Very Best of Yiruma: Yiruma & Piano                                                            | - Released: 30 November 2011 (KOR) - Label: Stomp Music - Format: CD, digital download     | —                        | —                        | 8                        | —                        | —                        | —                        | - KOR: 29,426 |
| The Very Best of Yiruma: River Flows in You                                                        | - Released: 2 December 2011 (EU) - Label: Stomp Music, B1 - Format: CD, digital download   | 72                       | 29                       | —                        | 84                       | —                        | —                        |               |
| Healing Piano                                                                                      | - Released: 6 November 2013 (KOR) - Label: Stomp Music - Format: CD, digital download      | —                        | —                        | 28                       | —                        | —                        | —                        | - KOR: 831    |
| Atmosfera                                                                                          | - Released: 25 June 2014 (KOR) - Label: Sony Music - Format: CD, digital download          | —                        | —                        | 19                       | —                        | —                        | —                        | - KOR: 827    |
| Piano Serenade (너에게 보내는 피아노)                                                              | - Released: 27 November 2014 (KOR) - Label: Stomp Music - Format: CD, digital download     | —                        | —                        | —                        | —                        | —                        | —                        |               |
| The First Special Moment with Your Baby (아기와 나누는 첫 교감)                                    | - Released: 12 March 2015 (KOR) - Label: Stomp Music - Format: CD, digital download        | —                        | —                        | 34                       | —                        | —                        | —                        |               |
| Yiruma: The Best Winter                                                                            | - Released: 10 November 2016 (KOR) - Label: Stomp Music - Format: CD, digital download     | —                        | —                        | —                        | —                        | —                        | —                        |               |
| The Rewritten Memories                                                                             | - Released: 25 Mar 2021 (KOR) - Label: Mind Tailor Music - Format: CD, digital download    |                          |                          |                          |                          |                          |                          |               |
| "—" denotes release did not chart Note: The South Korean Gaon Music Chart was established in 2010. |                                                                                            |                          |                          |                          |                          |                          |                          |               |

### Soundtracks
- Oasis and Yiruma (2002)
- Doggy Poo OST (2002)

### Live albums
- Yiruma: Live at HOAM Art Hall (2005)

### EP'er
| Titel                                                                                              | Albumdetaljer                                                                           | Højeste hitlisteplacering | Salgstal      |
| Titel                                                                                              | Albumdetaljer                                                                           | KOR                       | Salgstal      |
| -------------------------------------------------------------------------------------------------- | --------------------------------------------------------------------------------------- | ------------------------- | ------------- |
| Nocturnal Lights... They Scatter                                                                   | - Released: 5 August 2004 (KOR) - Label: Stomp Music - Format: CD, digital download     | —                         | - KOR: 18,198 |
| Movement on a Theme by Yiruma                                                                      | - Released: 13 October 2009 (KOR) - Label: Stomp Music - Format: CD, digital download   | —                         |               |
| Movement on a Theme by Yiruma: 2nd Movement                                                        | - Released: 2 December 2009 (KOR) - Label: Stomp Music - Format: CD, digital download   | —                         |               |
| Room with a View                                                                                   | - Released: 22 May 2020 (KOR) - Label: Mind Tailor Music - Format: CD, digital download | 90                        |               |
| "—" denotes release did not chart Note: The South Korean Gaon Music Chart was established in 2010. |                                                                                         |                           |               |

### Singler
| Titel                                                                                              | År   | Højeste hitlisteplacering | Højeste hitlisteplacering | Højeste hitlisteplacering | Højeste hitlisteplacering | Højeste hitlisteplacering | Salgstal       | Certificeringer                 | Album                                               |
| Titel                                                                                              | År   | AUT                       | FRA                       | GER                       | KOR                       | SWI                       | Salgstal       | Certificeringer                 | Album                                               |
| -------------------------------------------------------------------------------------------------- | ---- | ------------------------- | ------------------------- | ------------------------- | ------------------------- | ------------------------- | -------------- | ------------------------------- | --------------------------------------------------- |
| "Un homme et une femme" (남(男) & 여(女))                                                          | 2001 | —                         | —                         | —                         | —                         | —                         |                |                                 | Love Scene                                          |
| "River Flows in You"                                                                               | 2001 | 11                        | 62                        | 20                        | 24                        | 41                        |                | - BPI : Silver - BVMI: Platinum | First Love / River Flows in You single album (2011) |
| "Kiss the Rain"                                                                                    | 2003 | —                         | —                         | —                         | —                         | —                         |                |                                 | From the Yellow Room                                |
| "Nocturnal Lights... They Scatter"                                                                 | 2004 | —                         | —                         | —                         | —                         | —                         |                |                                 | Nocturnal Lights... They Scatter                    |
| "Wonder Boy" (가을과 겨울이 만났다)                                                                | 2005 | —                         | —                         | —                         | —                         | —                         |                |                                 | Poemusic                                            |
| "Lord... Hold My Hand"                                                                             | 2006 | —                         | —                         | —                         | —                         | —                         |                |                                 | H.I.S. Monologue                                    |
| "Loanna"                                                                                           | 2008 | —                         | —                         | —                         | —                         | —                         |                |                                 | P.N.O.N.I.                                          |
| "River Flows in You" (with Ruvin)                                                                  | 2009 | —                         | —                         | —                         | 91                        | —                         |                |                                 | Movement on a Theme by Yiruma                       |
| "To My Heart" (나에게로) (with Swin)                                                               | 2009 | —                         | —                         | —                         | —                         | —                         |                |                                 | Movement on a Theme by Yiruma: 2nd Movement         |
| "Kiss the Rain" (with Shin Yong-jae of 4Men, MIIII, Bigtone)                                       | 2012 | —                         | —                         | —                         | 9                         | —                         | - KOR: 550,203 |                                 | Non-album single                                    |
| "Stay in Memory" (기억에 머무르다)                                                                 | 2012 | —                         | —                         | —                         | —                         | —                         |                |                                 | Stay in Memory                                      |
| "Blind Film"                                                                                       | 2013 | —                         | —                         | —                         | —                         | —                         |                |                                 | Blind Film                                          |
| "Dance"                                                                                            | 2015 | —                         | —                         | —                         | —                         | —                         |                |                                 | Piano                                               |
| "Sick of You" (해로운 너) (with Li Gyu-hwan)                                                       | 2017 | —                         | —                         | —                         | —                         | —                         |                |                                 | Non-album single                                    |
| "Flower"                                                                                           | 2017 | —                         | —                         | —                         | —                         | —                         |                |                                 | Frame                                               |
| "Framed (String Version)"                                                                          | 2017 | —                         | —                         | —                         | —                         | —                         |                |                                 | Frame                                               |
| "Couldn't Put in Words" (못다한 내 마음을) (with Danny Jung)                                       | 2018 | —                         | —                         | —                         | —                         | —                         |                |                                 | The Way You Keep Friendship – SSaW Tribute Vol.5    |
| "Room with a View"                                                                                 | 2020 | —                         | —                         | —                         | —                         | —                         |                |                                 | Room with a View                                    |
| "Sunset Bird"                                                                                      | 2020 | —                         | —                         | —                         | —                         | —                         |                |                                 | Room with a View                                    |
| "Darling" (달링) (with 2Face, feat. Shallyn)                                                       | 2020 | —                         | —                         | —                         | —                         | —                         |                |                                 | Non-album single                                    |
| "—" denotes release did not chart Note: The South Korean Gaon Music Chart was established in 2010. |      |                           |                           |                           |                           |                           |                |                                 |                                                     |